# Robert William Hale Hardy
Robert William Hale Hardy (1794, Inglaterra–Bath, Inglaterra, 1871) fue un militar y teniente inglés, viajero y escritor, que visitó diferentes países del mundo.

## Primeros años
Ingresó a marina real en 1806, abordó el barco Ganges 74, con el capitán Peter Halkett, sirviendo entre 1810-1811. Sirvió guardia marino bajo las órdenes del George Montagu,nombre que honró al denominar la isla Montague y la isla adjunta con el nombre de su subordinado Gore en la desembocadura y Delta del Río Colorado. Navegó por los mares del sureste asiático entre 1807 al 1813. Participó en la ocupación de Java y en la Guerra de independencia (1814) de Estados Unidos por el bando británico en el sitio de Nueva Orléans, donde obtuvo el grado de teniente en febrero de 1815. Abandonó el servicio militar activo. Estuvo en Suiza. Participó en marina mercante en Sudamérica, y desempleado debido a la Pax Britanica posnapoleónica, fue comisionado por la General Pearl and Coral Fishery Association de Londres, para buscar perlas en la nueva república y estado independiente México, para donde viajó, entre 1825 y 1828, en busca de minas y bancos de perlas para su explotación en el mar de Cortés —mismos que no encontró—.

## Viaje por México
Hale llega a México, el 15 de julio de 1825, donde después de 6 meses, busca y logra entrevistarse con Guadalupe Victoria, de quien dice: 
“es un hombre de regular estatura y no daba la impresión, de poseer el desarrollado instinto militar y la energía que, en principio, debe tener el hombre que el sufragio popular de toda la nación ha llevado a ocupar tan alto puesto, no sé si debido a su mala salud o a la capa que llevaba.”
También logra entrevistarse con Lucas Alamán, ministro de Relaciones Exteriores y director de una asociación minera, puestos que le parecen incompatibles (“Lo mismo pensó el presidente más tarde”). En su opinión, cuando conversa Alamán, Hardy dice: 
“da la impresión de que está pensando lo que va a decir, lo que en un ministro es una necesidad y no de las menos importantes.” 
También se entrevistó con Ramos Arizpe, José María Luis Mora, Nicolás Bravo, Gómez Pedraza, José María Tornel y Pablo de la Llave, y esto le permitió conseguir el permiso para navegar en el Golfo de California. Pasó por Valladolid, Guadalajara, Tepic, Acaponeta, Escuinapa, Real del Rosario y Mazatlán. 

Allí embarcó rumbo a Guaymas, el 5 de diciembre de 1825, llegando en enero de 1826, al que describe: 
“El puerto es, sin lugar a dudas, el mejor de todo México: está rodeado de tierra por todos lados y las montañas lo protegen del viento. No es muy extendido, ni aun en el muelle; el agua tiene una profundidad de más de ocho metros; pero más lejos hay lugares de mayor profundidad. Defiende la entrada la Isla de Pájaros; en la época en que las gaviotas ponen sus huevos, la isla se encuentra totalmente cubierta de ellos, y la superficie cubierta de cascarones se ve tan blanca como la nieve…”
Entró en contacto con sus paisanos B. Spencer y J. W. Johnson, que estaban casados con damas sonorenses. Luego llegó al Pitic (Hermosillo) el 13 de febrero de 1826. Viajó a Ures y Oposura; a Álamos el 31 de marzo de 1826 y a El Fuerte el 6 de abril de 1826. Contactó a los yaquis, naturales de Sonora, se interesó en sus costumbres y mercaderías, se hizo pasar por comerciante, que la mejor manera de obtener las codiciadas perlas era contratando buzos indígenas, capaces y conocedores de los lugares adecuados para la recolección de ostras, por lo que, Hardy quiso relacionarse con los indios. Se encontró con gente asustada huyendo de los movimientos militares de Juan Banderas. Alabó la simpatía, bondad y belleza de la mujer indígena. Hardy fue capaz de encontrar en los indios virtudes que muchos blancos (incluidos los mexicanos) se negaban a ver. El 15 de julio de 1825 se hallaba de nuevo en el Pitic. 
En julio, Hardy se embarcó en el Wolf con destino a Loreto y, tras visitar al subjefe político del territorio de Baja California Sur José María Padrés, uno de los pocos mexicanos a los que admiraba. Exploró el golfo hasta La Paz y luego hacia el norte hasta Mulegé, Isla San Marcos, Isla del Tiburón y la desembocadura del río Colorado.
Se adentró aguas arriba del río Colorado, se adentró hasta puerto Isabel, y le dio nombre al Río Hardy, un brazo del Río Colorado en el Valle de Mexicali, en honor a su apellido.  Entró en contacto con los cucapáh y los yumanos del Río Gila, donde Hardy rescató a dos personas indígenas que habían caído al agua y una dama entre ellos. Compró un par de niños para evitar que lo atacaran. 
En su viaje al sur, Hale Hardy, observó a lo lejos un cerro, al cual denominó “Rocky Point”, Punta de Piedra o, lo que es lo mismo, Peñasco. Con el hoy Cerro de la Ballena identificó la zona en sus mapas marítimos y hasta la fecha es un ícono en el paisaje de Al hoy Puerto Peñasco, Sonora, nombre con el que se conoce en idioma inglés por los turistas norteamericanos y un largo tiempo así se le conoció en la región. .
Vecino de Peñasco encontró la Bahía Adair. Continuó hacia el sur, al igual que centurias atrás de manera parecida a lo que había realizado Francisco de Ulloa. 
Después de un extenso reconocimiento del Colorado y Isla Tiburón, Hardy regresó a Guaymas y luego partió por tierra hacia la Ciudad de México vía Oposura, Chihuahua, Parral, Zacatecas, Aguascalientes, León y Guanajuato. Después de casi un año en la capital, partió hacia Veracruz, zarpando hacia Inglaterra vía Nueva York en marzo de 1828.
En 1828 Hardy regresó a su Inglaterra natal y se dedicó a escribir su libro Travels in the interior of México, in 1825, 1826, 1827 y 1828 que narra y describe de forma amena su viaje.
Se inscribió en la Sociedad Astronómica Real en 1849, pues poseía un buen telescopio y otros instrumentos astronómicos donde contribuyó en las ediciones de sus Noticias mensuales.

## Obra
Hardy, narra casi de todo: descripciones de personas, lugares, terrenos, caminos, edificios, política, economía, minería, flora, fauna, sociedad, medicina, remedios, cultura indígena, navegación, gastronomía y alojamiento. El valor de la obra de Hardy reside en sus descripciones de California, las primeras realizadas por un visitante extranjero en más de cincuenta años. 
Su retrato de Padrés es excelente y resulta especialmente interesante la mención del plan para trasladar la capital de Loreto a La Paz antes de la inundación de Loreto en 1829. De igual manera, sus descripciones de los pueblos yumano, cucapá, Yaqui y seri son de gran valor para los etnólogos, y su cartografía de la desembocadura del río Colorado es la más antigua que se conserva. Los mapas originales de Hardy de Sonora, el Golfo de California y la desembocadura del río Colorado se han reproducido junto con siete dibujos de Claudio Linati incluidos en la edición original.
Hardy publicó en 1829, en Inglaterra “Viajes por el interior de México en 1825, 1826, 1827 y 1828”. (“Travels in the interior of Mexico”) donde hace toda la descripción de su viaje, mismo que fue traducido al español por Antoinette Hawayek.